# 西方仁也
西方仁也（日语：／ Nishikata Jinya，1968年12月4日—），日本男子跳台滑雪运动员。他曾代表日本参加1994年冬季奥林匹克运动会跳台滑雪比赛，获得男子团体高跳台银牌。